# Serge Clair
Louis Serge Clair (ur. 1 kwietnia 1940) – były ksiądz katolicki, polityk maurytyjski, lider partii Organisation du Peuple Rodriguais (OPR), postulującej autonomię wyspy Rodrigues, poseł do parlamentu Mauritiusa w latach 1983–2002. Po uzyskaniu przez Rodrigues ograniczonej autonomii w 2002 roku, Główny Komisarz wyspy w latach 2003–2006 i ponownie od 2012.
Studiował filozofię, teologię i socjologię we Francji oraz produkcję telewizyjną w Australii. W latach 1976–86 kierownik i edytor L'Organisation – pierwszej lokalnej gazety na Rodrigues. W latach 1982–89 Minister Rodrigues i Îles éparses de Mauricei, a w latach 1989–1995 Minister Rodrigues.